# Catasticta teutamis
Catasticta teutamis är en fjärilsart som beskrevs av William Chapman Hewitson 1860. Catasticta teutamis ingår i släktet Catasticta och familjen vitfjärilar.
Artens utbredningsområde är Peru. Inga underarter finns listade i Catalogue of Life.

## Bildgalleri

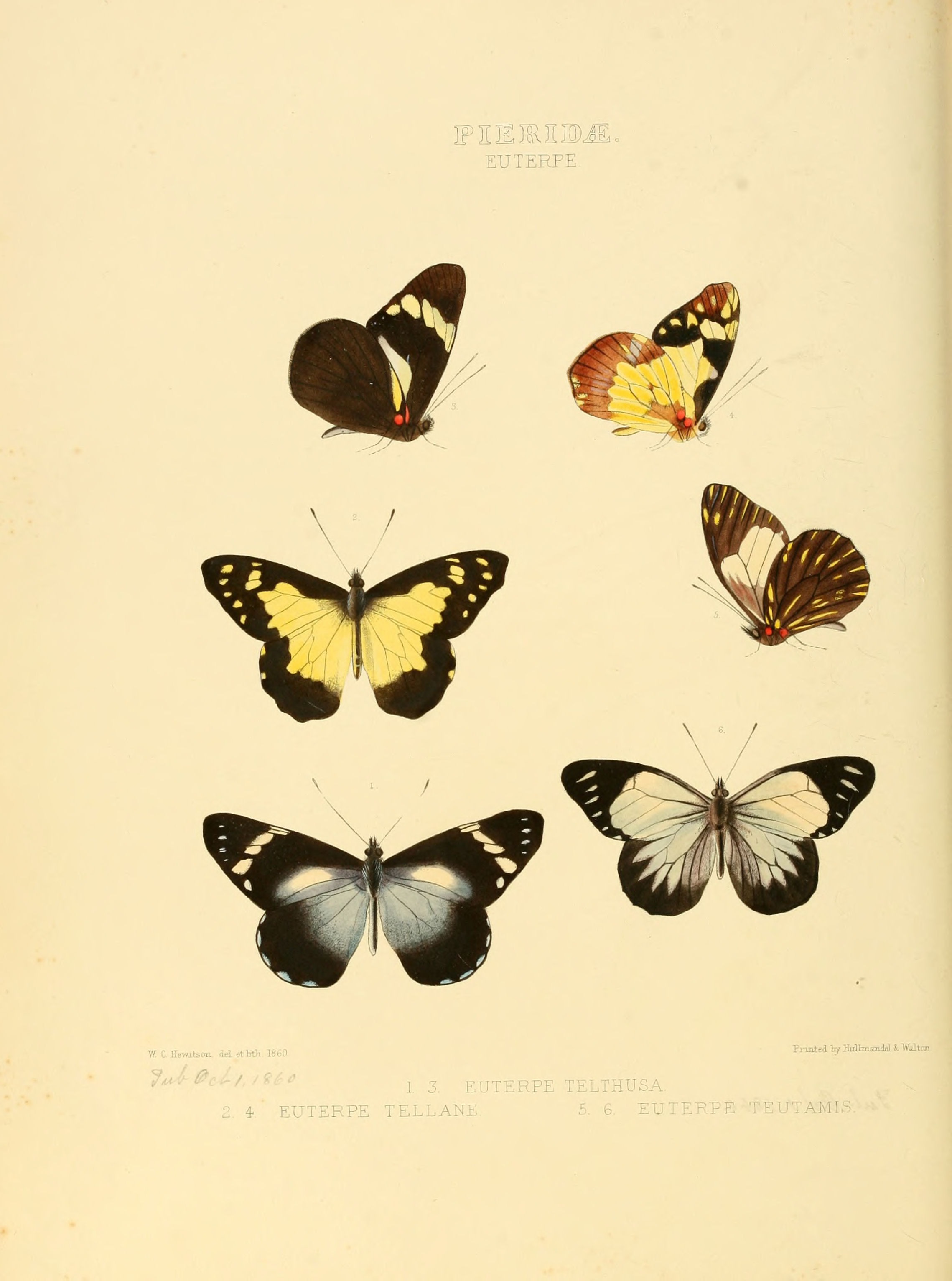
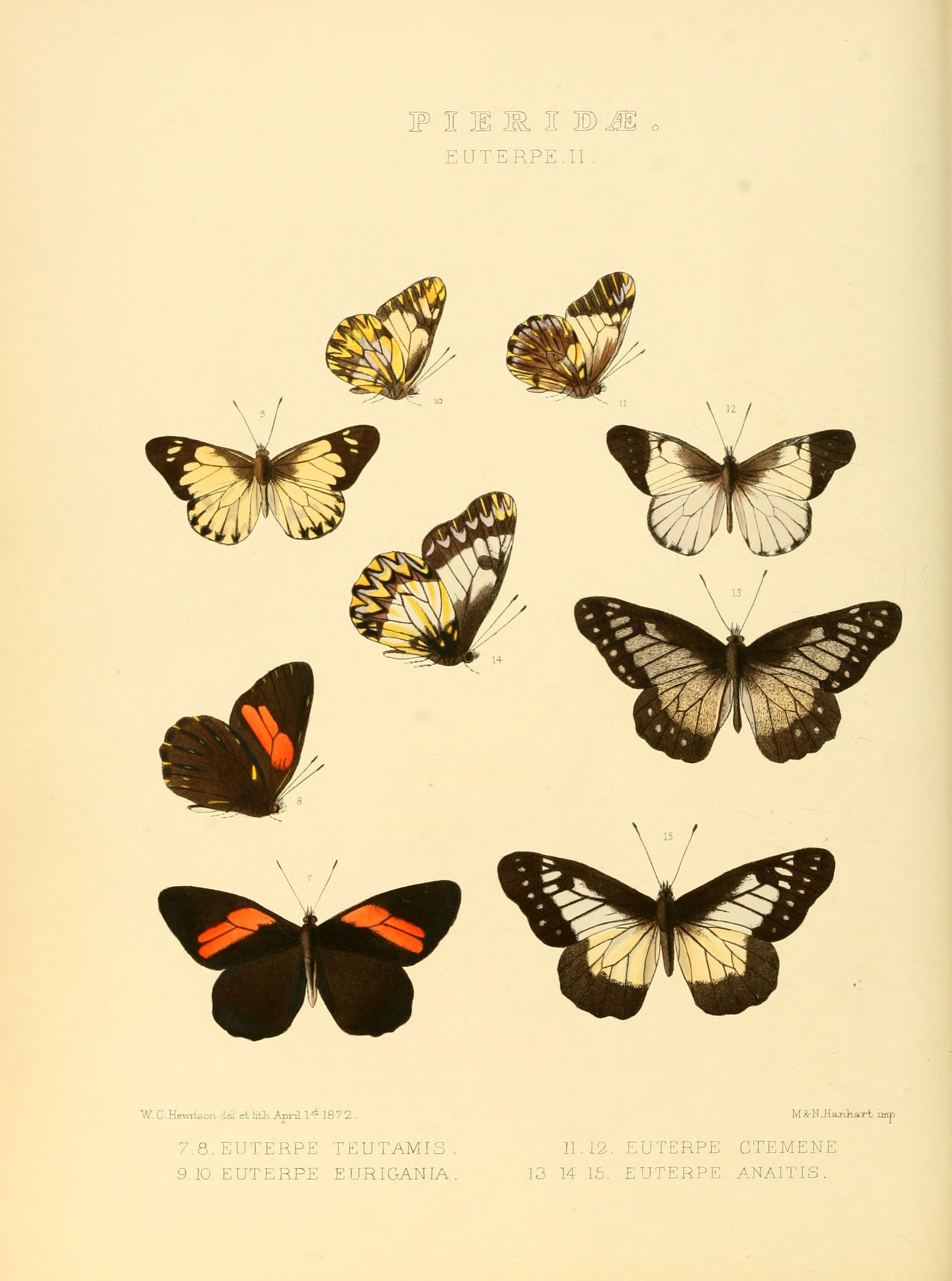